# 튜닉

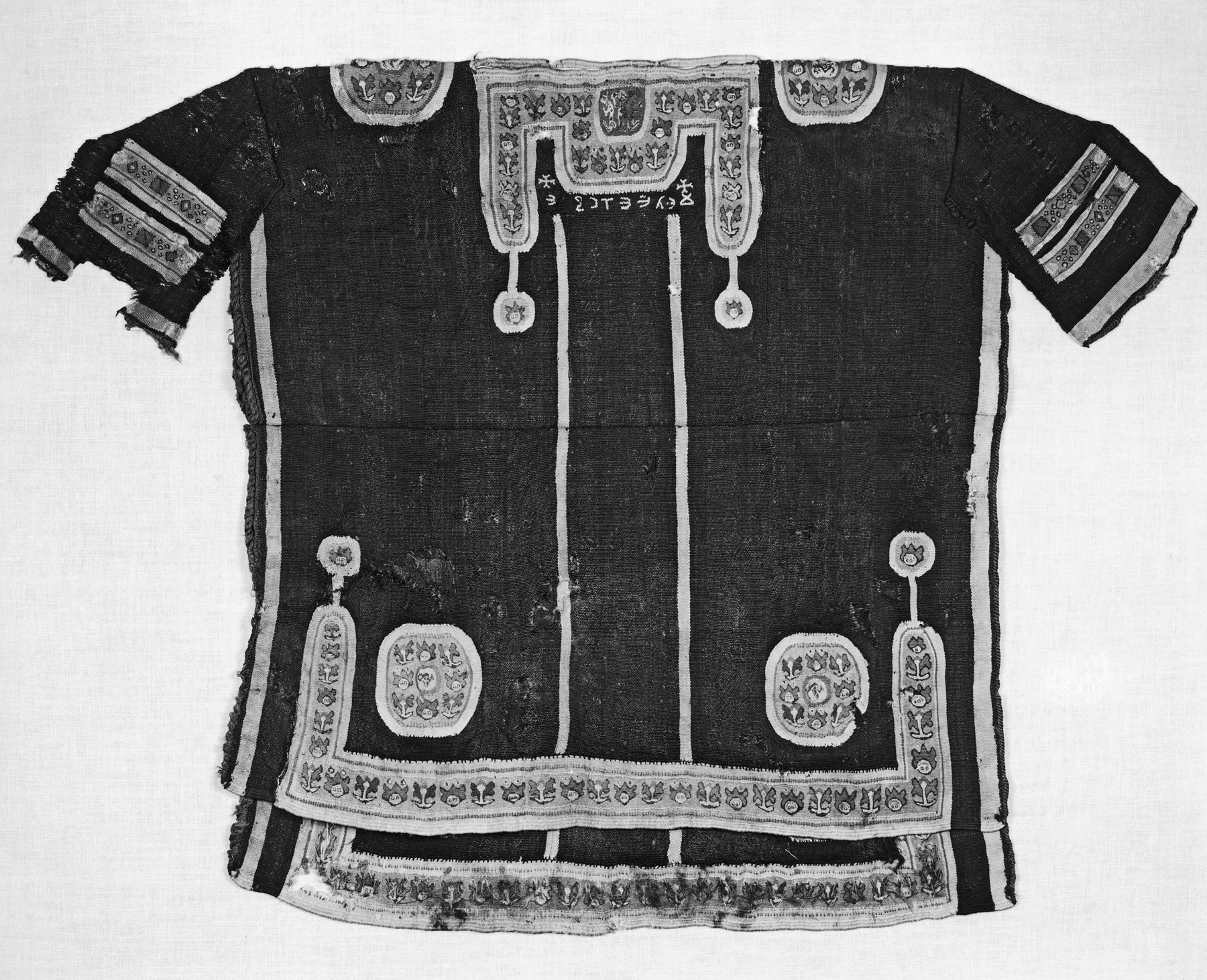

튜닉(tunic)은 허리 밑까지 내려오는 여성용의 낙낙한 블라우스 또는 코트이다. 모양은 소매가 달린 티(T) 자 형이고 보통 허리에 벨트를 매어 입는다. 요즘도 튜닉 스타일을 본뜬 드레스와 셔츠를 입는 사람이 있다. 또한, 로마 가톨릭교회에서 미사 때 부제가 입는 옷을 가리키기도 한다.

## 같이 보기
- 아오자이
- 고대 로마의 의상
- 다시키
- 드레스
- 토브 (옷)
- 티셔츠

## 참고 자료
- 이 문서에는 다음커뮤니케이션(현 카카오)에서 GFDL 또는 CC-SA 라이선스로 배포한 글로벌 세계대백과사전의 내용을 기초로 작성된 글이 포함되어 있습니다.